# Lestodiplosis novangliae
Lestodiplosis novangliae är en tvåvingeart som beskrevs av Ephraim Porter Felt 1933. Lestodiplosis novangliae ingår i släktet Lestodiplosis och familjen gallmyggor. Inga underarter finns listade i Catalogue of Life.